# Dendrophilacris machigenga
Dendrophilacris machigenga är en insektsart som beskrevs av Marius Descamps 1980. Dendrophilacris machigenga ingår i släktet Dendrophilacris och familjen gräshoppor. Inga underarter finns listade i Catalogue of Life.